# Tommy Karlsson
Tommy Karlsson ist ein ehemaliger schwedischer Skispringer.

## Werdegang
Karlsson, der für den Verein Djurgårdens IF antrat, startete bei der Vierschanzentournee 1966/67 zu seinem ersten und einzigen internationalen Wettbewerb. Beim Auftaktspringen auf der Schattenbergschanze in Oberstdorf landete er auf dem 43. Platz, bevor er beim Neujahrsspringen auf der Großen Olympiaschanze in Garmisch-Partenkirchen nach einer Leistungssteigerung auf Platz 36 sprang. Auf der Bergiselschanze in Innsbruck erreichte er mit Rang 28 sein bestes Einzelresultat bei der Tournee. Nachdem er auf der Paul-Außerleitner-Schanze in Bischofshofen noch einmal Platz 38 erreicht hatte, lag er nach der Tournee mit 718,9 Punkten Rang 31 der Gesamtwertung.
Bei den Schwedischen Meisterschaften 1970 gewann Karlsson von der Normalschanze seinen ersten und einzigen nationalen Titel.

## Erfolge

### Vierschanzentournee-Platzierungen
| Saison  | Platz | Punkte |
| ------- | ----- | ------ |
| 1966/67 | 31.   | 718,9  |